# Luisiana
Luisiana (em inglês Louisiana e em francês Louisiane) é um dos 50 estados dos Estados Unidos, localizado na Região Sul do país, à beira do Golfo do México.
A história, economia e cultura da Luisiana está muito associada com o rio Mississípi (o rio mais longo do país). O Rio Mississípi desemboca no Golfo do México. O imenso delta do rio localiza-se na Luisiana. A região de Nova Orleães, atualmente a maior cidade do estado, foi inicialmente exploradas por franceses. Estes exploradores haviam partido do Quebeque, e, acompanhando o rio Mississípi, chegaram à região atualmente designada de Luisiana. Posteriormente, o Mississípi, servindo como uma rota hidroviária de grande importância, fizeram do estado um grande polo de transportes.
Desde o final do século XVIII, a Luisiana destacou-se por ser uma região multicultural. A Luisiana fora colonizada inicialmente pelos franceses, e fazia parte da província colonial de Luisiana, parte da Nova França. A Luisiana passou a estar sob controlo espanhol em 1763, e novamente sob controlo francês em 1800, para passar definitivamente a integrar os Estados Unidos em 1803. A economia do Estado dependia inicialmente da agricultura, e grandes quantidades de escravos foram usados nas lavouras. A partir do século XIX, grandes números de alemães, irlandeses e italianos instalaram-se no estado, e o estado passou a industrializar-se. Atualmente, a economia do estado depende primariamente do refino e distribuição de petróleo e derivados.
A Luisiana foi assim nomeada pelo primeiro explorador que explorou a região, o francês René Robert Cavelier, que assim nomeou o estado em homenagem ao Rei francês Luís XIV de França. Seu cognome é The Pelican State, que significa "O Estado Pelicano". Pelicanos eram muito comuns no litoral do estado, embora atualmente estas aves estejam ameaçadas de extinção.

## História
Diversas tribos indígenas viviam na região onde atualmente está localizado o Estado da Luisiana milhares de anos antes da chegada dos primeiros exploradores europeus. Viviam nesta região cerca de 30 tribos indígenas. A maioria destas tribos pertenciam a sete distintas nações indígenas (agrupamento de tribos indígenas que possuíam cultura, linguagem e estilo de vida semelhantes entre si, e que eram aliados entre si). Estima-se o número de indígenas em cerca de 12 mil. As nações indígenas que viviam na atual Luisiana eram os atakapa, os chitimacha, os choctaw, os natchez e os caddo. As tribos houma e tunica eram tribos indígenas isoladas.
O espanhol Panfilo de Narváez liderou uma expedição naval em 1528, quando descobriram a foz do Rio Mississípi. Porém, Narváez e sua tripulação não desembarcaram na atual Luisiana, tendo somente avistado suas terras. Em 1541, o espanhol Hernando de Soto liderou uma expedição terrestre, partindo da atual Flórida, em direção a norte, em busca de metais preciosos. Soto e sua expedição exploraram partes da atual Luisiana em 1542. Porém, os espanhóis cancelaram a expedição após a morte de Soto.
O francês René-Robert Cavelier liderou uma expedição, composta por missionários e colonos, partindo de Quebeque, rumo ao Rio Mississipi, segundo a ordem de Samuel de Champlain, então governador da colônia francesa de Nova França, em 1682. Cavelier acompanhou o curso do Rio Mississipi, até chegar à sua foz, no Golfo do México. Cavelier então reivindicou toda a região da bacia hidrográfica do Mississípi à coroa francesa, e nomeou este enorme território de Luisiana, em homenagem ao Rei francês Luís XIV de França.
Em 1718, Nova Orleães foi fundada, e em 1722, tornou-se a capital da Luisiana. Nova Orleães foi a primeira capital da colônia francesa de Luisiana. Capitais anteriores da colônia de Luisiana localizam-se atualmente em estados vizinhos.
Em 1763, após ter sido derrotada pelos britânicos na Guerra Franco-Indígena, a França cedeu o resto da colônia francesa de Luisiana, as terras a leste do Rio Mississípi, para os britânicos, sob os termos do Tratado de Paris.
Os franceses não anunciaram o acordo feito com os espanhóis aos colonos franceses que viviam na atual Luisiana. Os colonos franceses que viviam na atual Luisiana somente souberam que a região passara a controle espanhol em 1764. Os colonos franceses revoltaram-se em 1768, forçando o governador espanhol da Luisiana a fugir. No ano seguinte, porém, este voltaria com reforços militares, e os espanhóis continuaram a controlar a Luisiana.

### Século XIX

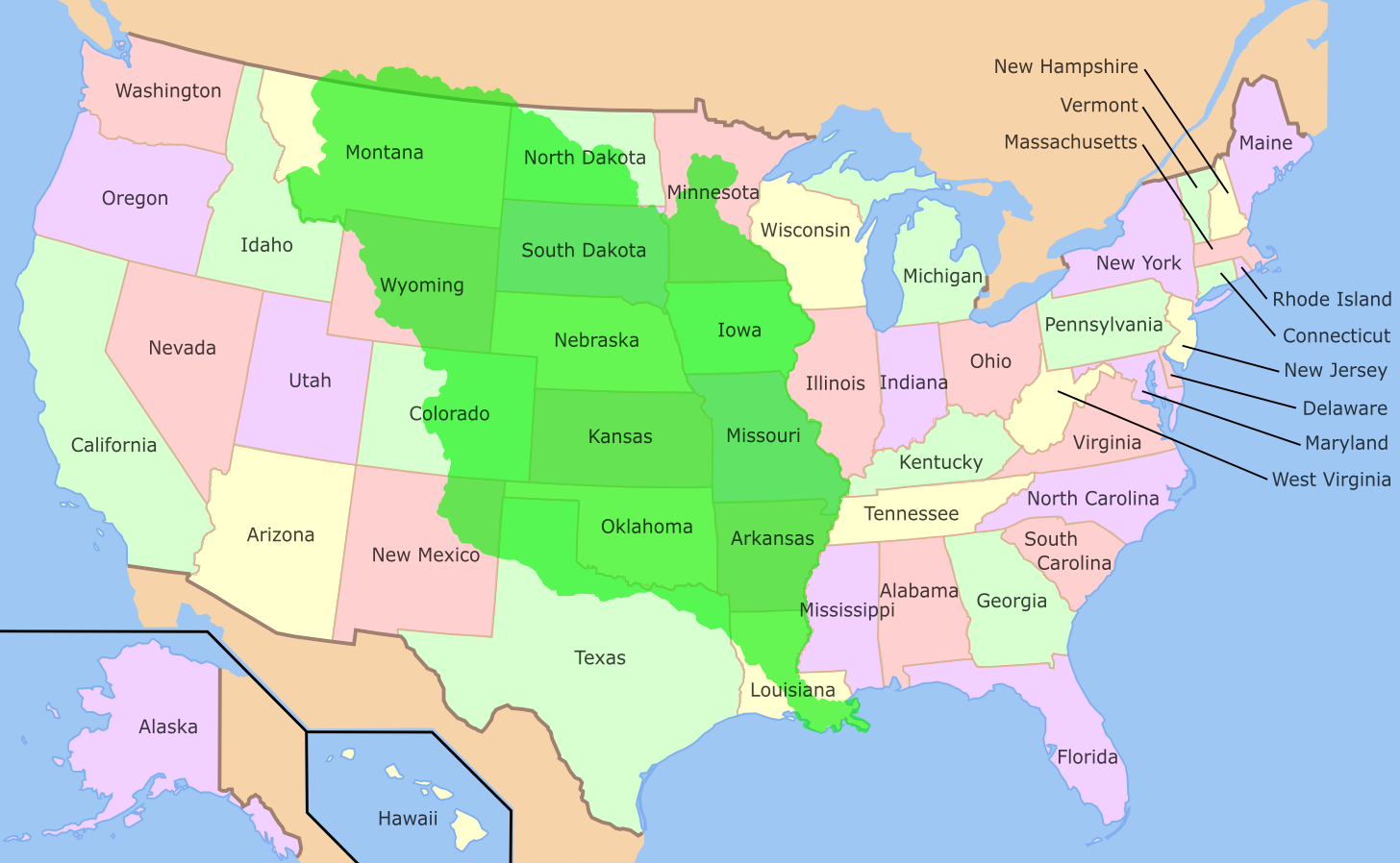
A área em verde é Luisiana quando foi vendida pela França aos Estados Unidos.

Em 1801, os franceses retomaram o controle da porção espanhola do território da Luisiana, em um acordo secreto, o Tratado de San Ildefonso. Porém, os espanhóis continuariam a administrar a Luisiana até 30 de novembro de 1803 e, até este dia, a bandeira espanhola continuou içada nas principais cidades da colônia de Luisiana, mesmo sendo esta já sob jurisdição francesa. Foi somente em 1801 que a população do território, bem como os Estados Unidos, souberam desta compra. Em 31 de outubro de 1803, os Estados Unidos compraram oficialmente o território de Luisiana. Em 30 de novembro, a bandeira espanhola foi substituída por uma bandeira francesa, e em 20 de dezembro, todo o território de Luisiana passou a controle dos Estados Unidos. A bandeira americana foi içada no mesmo dia.
Em 1804, o governo americano decidiu dividir o recém-adquirido território em territórios menores, e assim, facilitar sua administração. Assim, a Luisiana adquiriu muito de seu formato atual, quando a região da atual Luisiana foi separada do restante dos territórios obtidos na compra da Luisiana. O território separado tornou-se o Território de Orleães (que se desenvolveria posteriormente na atual Luisiana) e Distrito de Luisiana, que englobava o resto da antiga colônia de Luisiana, e que seria transformado em 1805 no Território da Louisiana. Em 10 de setembro de 1810, a atual Lusiana adquiriu suas fronteiras políticas atuais, após a anexação forçada por parte de forças militares americanas de um pequeno pedaço de terra da Flórida, que então estava sob controle espanhol.
Em 30 de abril de 1812, o Território de Orleães tornou-se o décimo oitavo estado americano, tendo sido renomeado de Louisiana (com o Território de Luisiana sendo renomeado Território do Missouri, para evitar confusões com o novo estado). Nova Orleães foi a capital da Luisiana até 1830, entre 1831 e 1849, e de 1865 a 1880. Donaldsonville serviu como capital em 1830 e 1832, e Baton Rouge serve como capital desde 1849.
Em 1861, a Luisiana separou-se do Estados Unidos e juntou-se aos Estados Confederados da América. Ainda no mesmo ano, a Guerra Civil Americana teve início. Nova Orleães, como um porto primário de grande importância para a Confederação, foi um alvo primário de ataques navais da marinha americana. Em abril de 1862, Nova Orleães foi capturada por tropas americanas. Nenhuma batalha em defesa da cidade ocorreu, e a cidade foi tomada sem resistência. Assim, Nova Orleães foi poupada da destruição que afetou outras cidades-chave da Confederação. A cidade foi escolhida como capital das regiões da Luisiana que estavam sob controle americano. A capital da Luisiana, enquanto isto, mudou-se para Opelousas em 1862 e Shreveport em 1863. As forças americanas gradualmente conquistaram muito do estado confederado. Com seus principais polos econômicos sob controle das forças da União, e com o bloqueio naval das forças americanas impedindo o comércio internacional entre a Luisiana e outros países, a economia da Luisiana implodiu, com somente a Geórgia, Carolina do Sul e Virgínia tendo sofrido mais economicamente e socialmente. Embora poucas batalhas ocorreram no estado, grande destruição foi causada, especialmente incêndios deliberados de plantações confederadas por parte de tropas da União.
Tropas americanas ocuparam Nova Orleães até 1877. Por algum tempo, o governo americano cedeu a militares e a civis de descendência afro-americana o governo da cidade, revoltando a maioria dos habitantes brancos da cidade. Uma grande rebelião entre brancos e afro-americanos ocorreu em 1866, na qual cerca de 50 pessoas morreram. Porque a maioria da população do estado possuía sentimentos pró-União, o governo Federal tomou o incomum passe de designar certas áreas da Luisiana sob controle federal, controlando estas áreas como um estado dentro da União, com seus próprios representantes eleitos para o Congresso americano. Em 25 de junho de 1868, a Luisiana foi readmitida como um estado do Estados Unidos.

### Estados Unidos
Em 14 de setembro de 1874 um grupo de habitantes de Nova Orleães revoltou-se contra o governo da Luisiana. Esta aumentara ou criara após o fim da Guerra Civil Americana vários impostos, para o financiamento de vários serviços públicos estaduais. Este grupos de comerciantes tentou derrubar o governo da Luisiana, mas não tiveram sucesso. Após o fim da guerra, diversas ferrovias foram inauguradas no estado, conectando-o com o resto do país. Ao mesmo tempo, uma modernização e expansão das facilidades portuárias de Nova Orleães aumentou a importância da cidade como um polo portuário. Esta importância aumentou ainda mais após a inauguração do Canal do Panamá em 1914.
Durante as primeiras décadas do século XX, diversas reservas de gás natural e de petróleo foram encontrados no estado, descoberta que passou a industrializar a economia do estado. Além disso, diversas ferrovias e represas foram construídas. O estado sofreu com a Grande Depressão, mas recuperou-se logo com o início da Segunda Guerra Mundial. Nova Orleães tornou-se um grande polo fabricador de navios, bem como um grande polo de distribuição e de refino de petróleo. Após o fim da guerra, mais da metade da população da Luisiana vivia em cidades.
Após o fim da Segunda Guerra Mundial, o estado reintegrou suas universidades ao longo da década de 1950, e áreas comerciais e escolas foram reintegradas durante a década de 1960. Anteriormente, estas áreas eram segregadas entre brancos e afro-americanos. A economia da Luisiana continuou a desenvolver-se gradualmente até à década de 1980, quando o estado foi atingido por uma recessão, graças a uma grande queda nos preços de petróleo, o que elevou muito as taxas de desemprego (que foram as mais altas do país ao longo da década).
Em 1992 a Luisiana foi atingida pelo Furacão Andrew. Este furacão causou mais de um bilhão de dólares em prejuízos e 11 mortes no estado. Um outro furacão, o Katrina, atingiu o estado em agosto de 2005, causando grande destruição, especialmente na região metropolitana de Nova Orleães. A cidade e o governo instituíram a evacuação obrigatória na cidade. Os habitantes de Nova Orleães foram evacuados para outras cidades na Luisiana e em outros estados. Empresas seguradoras estimam os prejuízos e o preço da reconstrução da cidade entre 10 e 25 bilhões de dólares, e autoridades dizem que o número de mortos está na casa dos milhares.

## Geografia

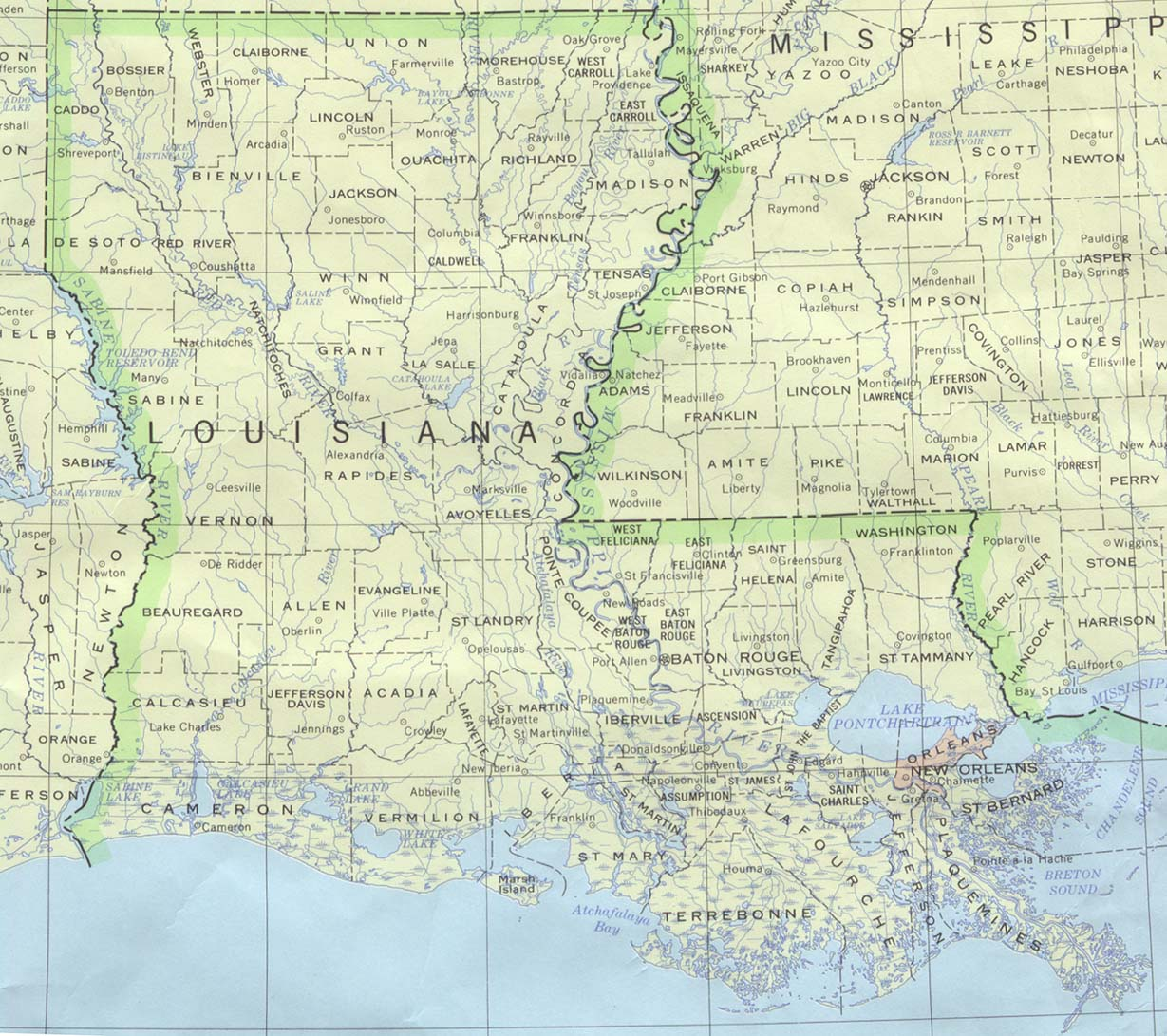
Mapa da Luisiana e de suas 64 paróquias.

A Luisiana limita-se ao norte com o Arkansas, a leste com o Mississípi, ao sul com o Golfo do México e a oeste com o Texas. Metade do estado é coberto por florestas. O estado é cortado pelo Rio Mississípi. Este desemboca no Golfo do México, no litoral da Luisiana. O Rio Mississípi serve como uma fronteira natural entre a fronteira nordeste da Luisiana com o Mississípi. O maior lago do estado é o Lago Pontchartrain, com seus 1.620 quilômetros quadrados. A Luisiana, juntamente com a Flórida, é o estado que possui a menor altitude média dos Estados Unidos, de 30 metros.
A Luisiana é cortada por vários rios e possui centenas de lagos. Muito do estado, porém, possui uma baixíssima altitude e um terreno muito pouco acidentado. Por causa disso, qualquer aumento no volume dos rios pode desencadear grandes enchentes. Para tentar minimizar a ameaça das enchentes, diques cobrem cerca de 2,8 mil quilômetros de litoral fluvial e oceânico, e canais desviam o excesso de água das chuvas para regiões onde este excesso não ameaça áreas urbanas. A extensão do litoral da Luisiana ao longo do Oceano é de 639 quilômetros. Contando-se todas as regiões banhadas pelo mar - baías, estuários e ilhas oceânicas - este número salta para 12.426 quilômetros. Apenas o Alasca e a Flórida possuem litorais mais extensos do que a Luisiana, quando conta-se o litoral formado por todas as regiões do estado que possuem contato com mar.
A Luisiana perdeu cerca de 4 144 quilômetros quadrados de terra entre 1932 e 2000. Estimativas indicam que o estado deverá perder mais 1 813 quilômetros quadrados até 2050. Com quase 136 mil quilômetros quadrados, é o 31º maior estado americano em área do país.

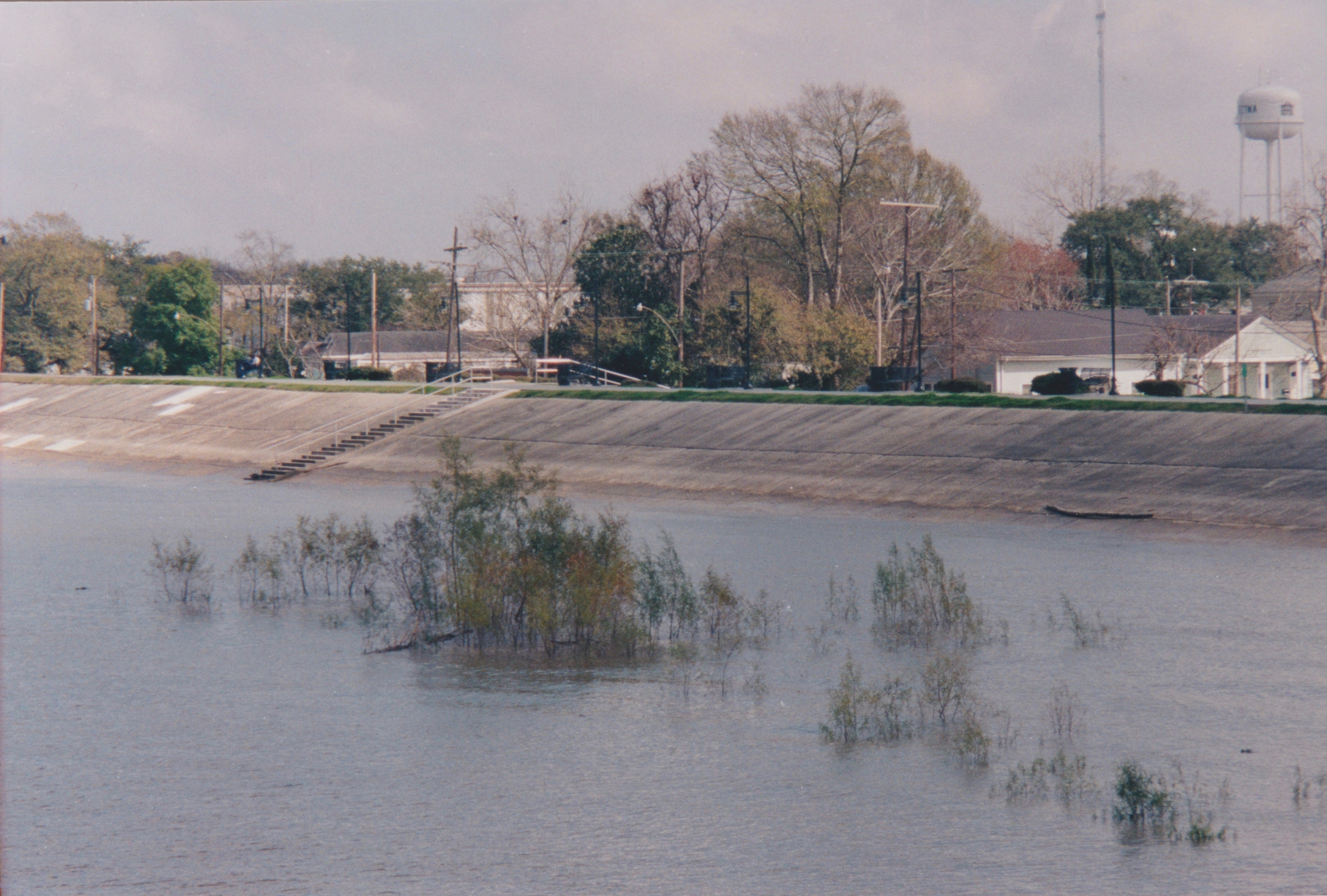
Diques protegem comunidades urbanas em áreas vulneráveis a enchentes e inundações.

A Luisiana pode ser dividida em três distintas regiões geográficas:
- O Vale Fluvial do Rio Mississípi estende-se ao longo do Rio Mississípi. Caracteriza-se pelo seu terreno praticamente plano, e de baixa altitude (nunca superiores a 30 metros). O Vale Fluvial do Mississípi possui as terras mais férteis do estado. As regiões deste vale próximas à foz do rio possuem as altitudes mais baixas do estado. O ponto de menor altitude da Luisiana está localizado em Nova Orleães, cuja altitude é de 30 metros abaixo do mar. Várias áreas desta região estão localizados abaixo do nível do mar, e como muita destas regiões não estão localizadas longe do litoral, estas regiões são vulneráveis ao recebimento de água salgada fluindo do Golfo do México em direção ao interior. Esta água salgada acaba matando muito da vegetação do interior do estado. Vegetação ajuda a evitar erosão, e sem vegetação, muito do solo do litoral oceânico do Vale Fluvial do Rio Mississípi acaba sendo facilmente erodido pelo vento, chuvas, tempestades e ondas. O estado perde cerca de 130 quilômetros quadrados de área por ano. Os famosos diques que protegem muita das áreas urbanas do estado localizam-se todas nesta região.
- As Planícies Orientais do Golfo do México localizam-se no extremo nordeste da Luisiana, a nordeste do Vale Fluvial do Rio Mississípi. Caracteriza-se pelo seu terreno levemente acidentado e altitude superior a 30 metros.
- As Planícies Ocidentais do Golfo do México são a maior região do estado de Luisiana, cobrindo cerca de 60% do estado. Localiza-se a oeste do Vale Fluvial do Rio Mississípi. A região possui baixas altitudes próximas ao litoral do Golfo do México. Estas altitudes aumentam gradualmente à medida que se viaja ao norte. O ponto mais alto mais alto da Luisiana está localizado no noroeste do estado, e possui cerca de 163 metros de altitude.

### Clima
O clima da Luisiana é subtropical, com duas estações bem definidas. Os verões do estado são quentes e úmidos e invernos amenos.
No inverno, a temperatura média do estado diminui à medida que se viaja para o norte. O litoral possui uma temperatura média de 13°C no inverno, com mínimas variando entre -8 °C e 14, e máximas variando entre -3 °C e 20 °C. A média das mínimas é de 9 °C e a média das máximas é de 18 °C. No norte, a temperatura média é de 7 °C. Raramente a temperatura cai em baixo de -10 °C. A temperatura mais baixa já registrada na Luisiana foi de -27 °C, registrada em Minden, em 13 de fevereiro de 1899.
No verão, as temperaturas mais altas são registradas no oeste em geral da Luisiana. O oeste do estado possui uma temperatura média de 29 °C, e o interior possui uma temperatura média de 27,5 °C. A região metropolitana de Nova Orleães possui as temperaturas médias mais amenas do estado durante o verão, graças à proximidade de grandes massas de água, o delta do Rio Mississípi, vários pântanos e lagos, e a proximidade do Golfo do México. A temperatura média na região de Nova Orleães é de 26 °C. No geral, a temperatura média no estado varia pouco no verão. Em Nova Orleães, a média das mínimas é de 23 °C, e das máximas, de 33 °C. A temperatura mais alta já registrada no estado foi de 46 °C, registrada em Plain Dealing, em 10 de agosto de 1936.
A Luisiana possui uma taxa de precipitação média anual de chuva de 145 centímetros. Precipitação é maior no sudeste da Luisiana (na região metropolitana de Nova Orleães), e menor no extremo noroeste do estado, mas em todo caso, a precipitação média anual da Luisiana não é menor do que 180 centímetros em nenhuma parte do estado. Depois do estado de Flórida, a Luisiana é o estado americano que é mais ameaçada por furacões e tempestades tropicais. A maior parte dos furacões que atingem a Luisiana atingem o estado em setembro ou em meses adjacentes.

## Política

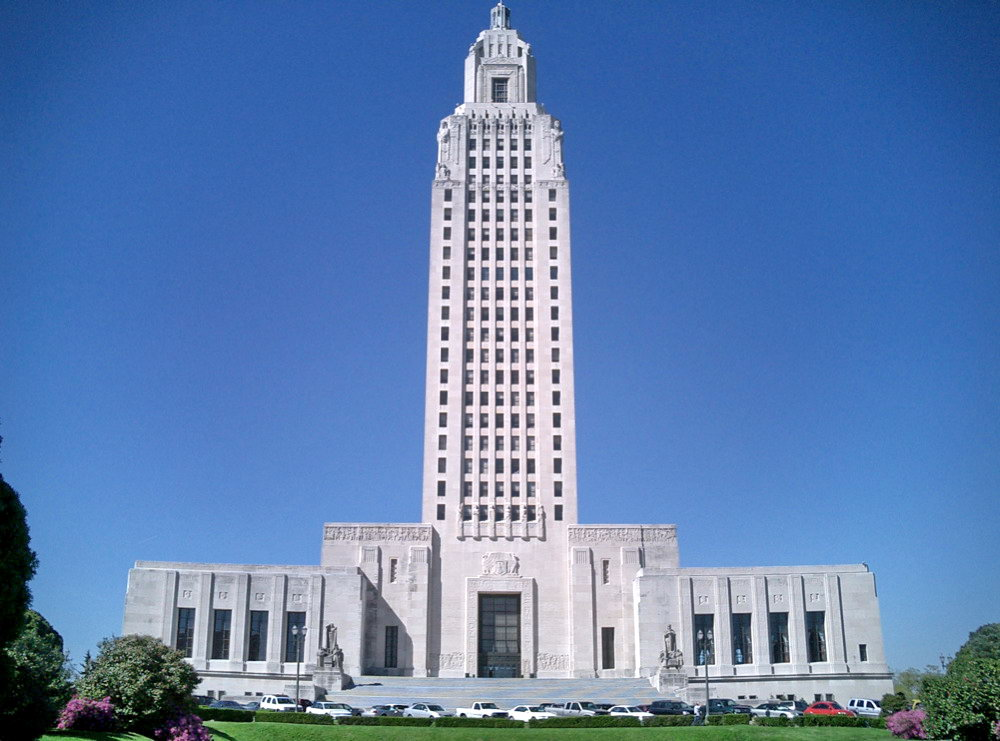
Capitólio Estadual da Luisiana em Baton Rouge.

A atual Constituição da Luisiana entrou em efeito em 1974. Antes desta Constituição, outras 11 estiveram em efeito no estado. Emendas à Constituição, são propostas pelo Legislativo ou pelo governador, e precisam ser aprovadas por 51% ,por ambas as câmaras do Legislativo, e por 51% do eleitorado estadual, em um referendo, para entrar em vigor.
O Poder Executivo da Luisiana consiste no governador. A população escolhe através de eleições estaduais o governador, cujo mandato é de quatro anos de duração. Não existe um limite de termos que uma pessoa pode ser exercer como governador, contudo, não poderão cumprir três ou mais termos de ofício seguidos, embora três ou mais termos são possíveis caso haja um espaçamento de ao menos um termo entre diferentes termos. O governador da Luisiana indica os oficiais do Gabinete, oficiais que presidem setores públicos tais como transporte e educação, por exemplo. O termo destes oficiais não pode exceder oito anos seguidos, embora possam cumprir 9 anos ou mais caso haja uma pausa entre diferentes termos. O governador da Luisiana possui o poder de vetar qualquer lei aprovada pelo Poder Legislativo.
O Poder Legislativo da Luisiana é constituído pelo Senado e pela Câmara dos Representantes. O Senado é composto por 39 membros, enquanto que a Câmara dos Representantes é composta por 105 membros. A Luisiana está dividida em 39 distritos senatoriais e 105 distritos representativos. A população de cada distrito elege um senador/representante que atuará como representante deste dado distrito no Senado/Câmara dos Representantes. Os termos dos senadores são de quatro anos e os termos dos representantes são de dois anos.

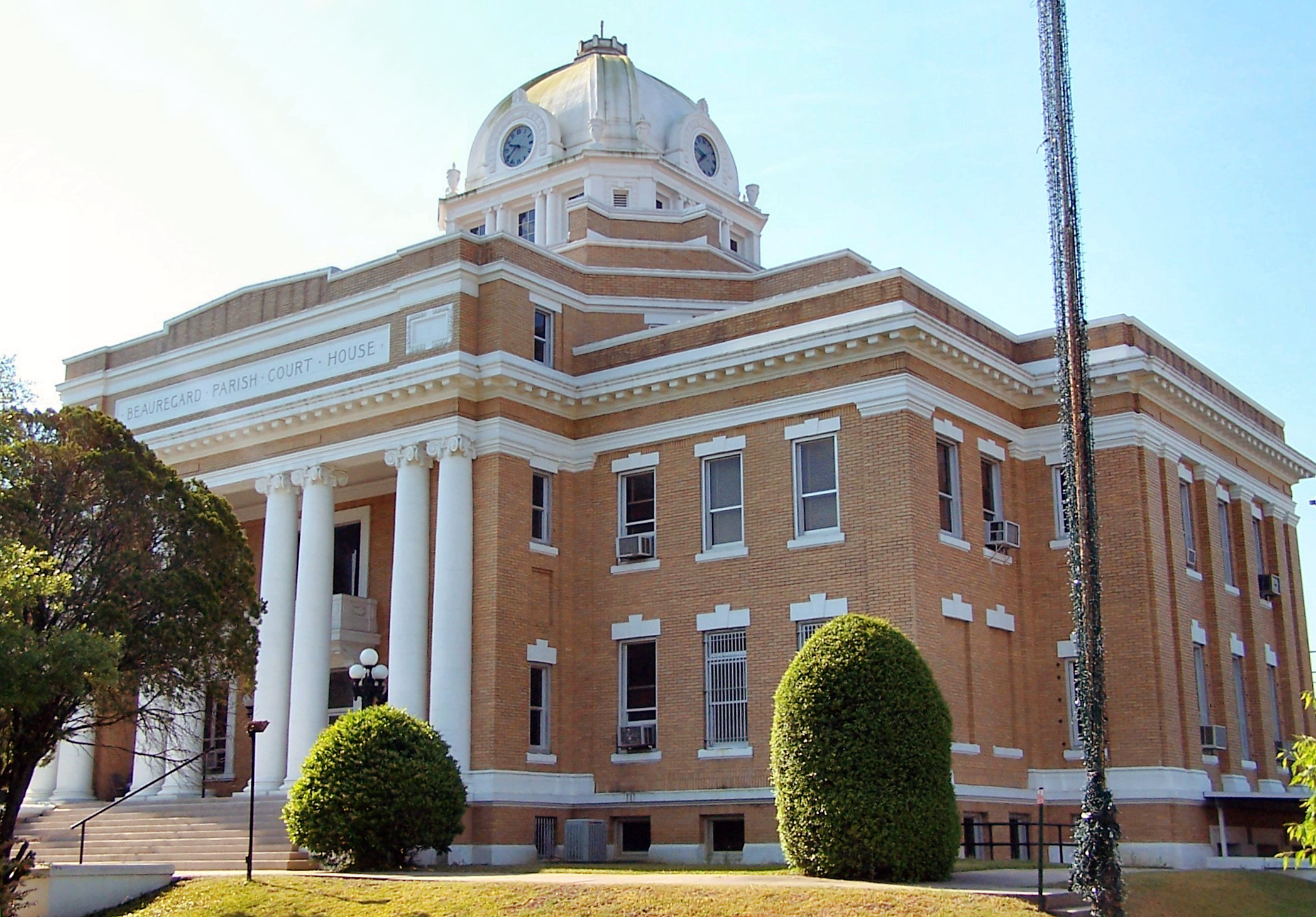
Corte judiciária de Beauregard.

A maior corte do Poder Judiciário da Luisiana é a Suprema Corte da Luisiana. Os seis juízes desta Corte são eleitos pela população do estado para mandatos de até 10 anos de duração. O Poder Judiciário da Luisiana está baseada no Código Napoleônico francês, e não na Common Law britânica. A Luisiana é o único estado a adotar o Código Napoleônico como base do judiciário no Estados Unidos. A Luisiana possui a maior taxa de população carcerária do mundo: existem 1.013 pessoas encarceradas para cada 100 mil habitantes, significando que 1% da população da Luisiana está atualmente encarcerada. A Penitenciária do Estado da Luisiana encontra-se numa localidade conhecida por Angola.
Impostos estaduais geram cerca de 45% de toda a receita do orçamento do governo da Luisiana. Os outros 55% vem de verbas fornecidas pelo governo federal e de empréstimos. Em 2002, o governo do estado gastou 18,319 bilhões de dólares, tendo gerado 18,079 bilhões de dólares. A dívida governamental da Luisiana é de 9,233 bilhões de dólares. A dívida per capita é de 2.063 dólares, o valor dos impostos estaduais per capita é de 1.644 dólares, e o valor dos gastos governamentais per capita é de 4.093 dólares.
A Luisiana está dividida em 64 paróquias. Paróquia é uma subdivisão similar à de um condado. Dos 48 estados que compõe os Estados Unidos continental, a Luisiana é a única que não usa o termo condado como a definição de uma subdivisão estadual administrativa primária. O termo "paróquia" vem dos tempos da qual a Luisiana fora colonizada pelos franceses e pelos espanhóis, etnias primariamente católicas.
Quando a Luisiana tornou-se um estado americano em 1812, o estado havia adotado um sistema de condados. Porém, em 1845, o termo usado para descrever estas subdivisões foi mudada para paróquia, graças à sua população de maioria católica. À parte do nome, as paróquias possuem as mesmas funções de um condado, sendo responsáveis pelo fornecimento de certos serviços governamentais à população, especialmente policiamento, educação e manutenção de vias públicas em cidades de pequeno porte.
Até a década de 1950, a Luisiana foi dominada politicamente pelo Partido Democrata. Até a década de 1950, foram candidatos democratas que receberam a maioria dos votos do colégio eleitoral em todas as eleições presidenciais americanas. A maior parte dos governadores, dos membros do legislativo do estado, e os representantes do estado no Congresso dos Estados Unidos, eram democratas. Porém, a partir da década de 1950, o Partido Republicano passou a ganhar força no estado. Desde então, em metade das eleições presidenciais, foram candidatos republicanos que obtiveram a maioria dos votos do colégio eleitoral do estado. O primeiro republicano a ser eleito para a Câmara dos Representantes do Estado, desde a Guerra Civil Americana, foi David C. Treen. Este também foi o primeiro republicano a ser eleito governador do estado, em 1979, desde a Guerra Civil Americana.

## Demografia
O censo americano de 2000 estimou a população de Luisiana em 4.468.976 habitantes, um crescimento de 6% em relação à população do estado em 1990, de 4.238.216 habitantes. Uma estimativa realizada em 2006 estima a população do estado em 4.287.768 habitantes, um crescimento de 1,1% em relação à população do estado em 1990, um decréscimo de 4,1%, em relação à população do estado em 2000, e um crescimento de 0,4% em relação à população estimada em 2005. A principal causa da queda de população entre a estimativa de 2006 e a população em 2000 foi a intensa migração interestadual que se seguiu o Furacão Katrina, que devastou o estado em 2005.
O crescimento populacional natural da Luisiana entre 2000 e 2005 foi de 129.889 habitantes - 350.818 nascimentos menos 220.929 óbitos - o crescimento populacional causado pela imigração foi de 20.174 habitantes, enquanto que a migração interestadual resultou na perda de 89.547 habitantes; entre 2000 e 2005, a população cresceu em 54.670 habitantes, e entre 2004 e 2005, em 16.943 habitantes.
Cerca de 74% da população da Luisiana vivem em áreas urbanas, e os outros 26%, em comunidades rurais. 15 cidades do estado possuem mais de 20 mil habitantes. Cerca de 76% da população da Luisiana vivem em regiões metropolitanas. Os centros metropolitanos da Luisiana são Alexandria, Baton Rouge, Houma, Lafayette, Lake Charles, Monroe, Nova Orleães (cidade mais populosa da Luisiana, e centro da região metropolitana mais populosa do estado) e Shreveport-Bossier City.

### Raças e etnias
Composição racial da população da Luisiana:
- 62,5% Brancos
- 32,5% Afro-americanos
- 2,4% Hispânicos
- 1,2% Asiáticos
- 0,6% Nativos americanos
- 1,1% Duas ou mais etnias

Entre os brancos, os cajun e crioulos, de origem francesa, correspondem a cerca de 18,7% da população. Descendentes de alemães são 8,7% e de irlandeses 8,3%.
Os afro-americanos, que desde o início do século XIX dão à Louisiana o estatuto de segundo estado com maior número de negros, vivem na maioria nas regiões sudeste, central e no norte do estado, primariamente ao longo do vale do Rio Mississípi.
91,2% da população da Luisiana possui o inglês como idioma materno, e 4,8% (215 mil habitantes) possuem o francês como idioma materno. O espanhol é o idioma materno de 2,5% da população do estado, o vietnamita é o idioma materno de 0,6% da população do estado, e o alemão é o idioma materno de 0,2% da população da Luisiana.

### Religião
Percentagem da população da Luisiana por afiliação religiosa:
| Total de Cristãos | Protestantes | Católicos | Outras Religiões | Sem religião |
| 90%               | 60%          | 30%       | 1%               | 9%           |

### Principais cidades

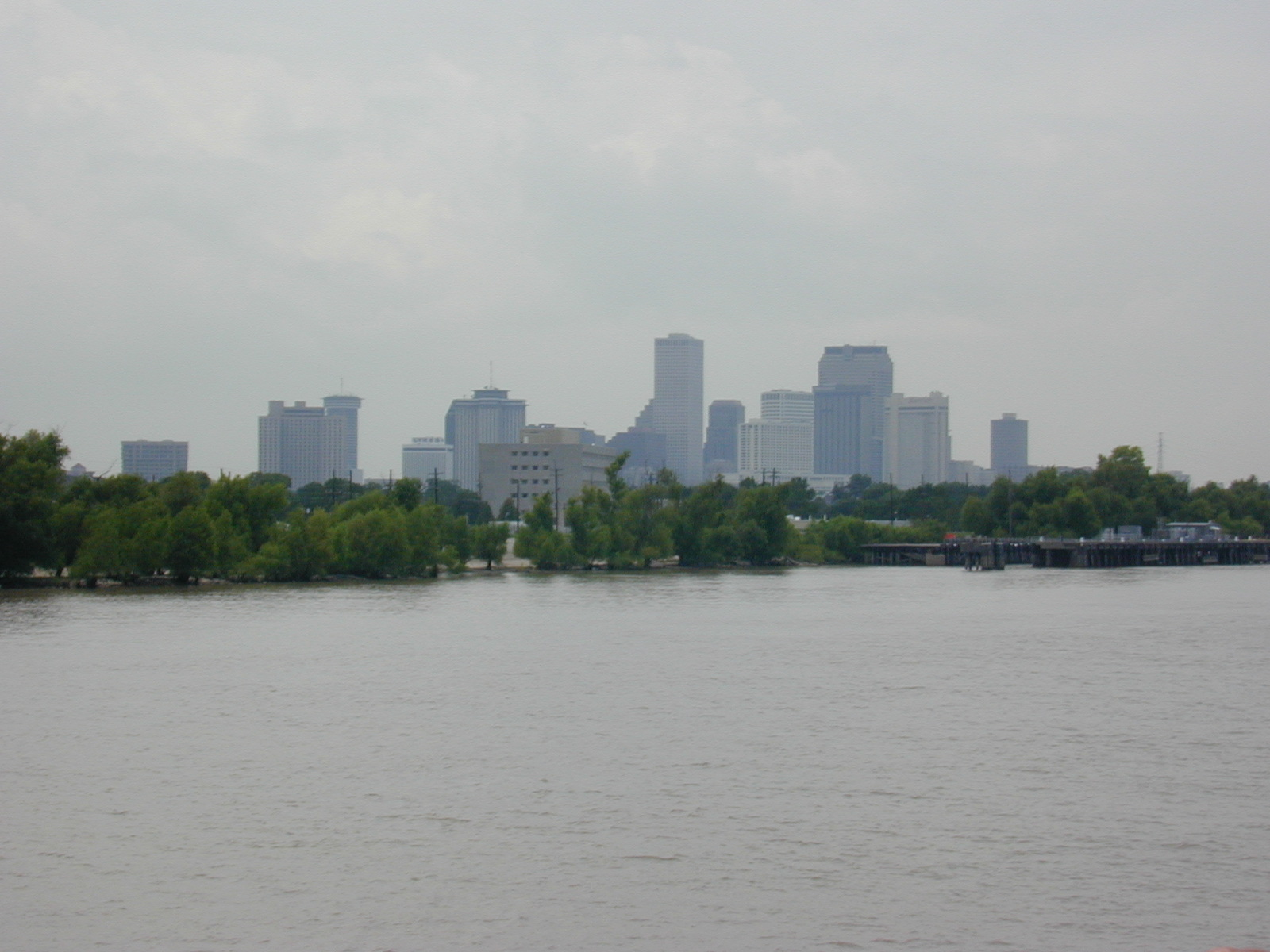
Nova Orleães.

| População > 10 000 (área urbanizada) - Alexandria - Hammond - New Iberia - Luling - Opelousas - Morgan City - West Monroe - Ruston - Thibodaux - Natchitoches - Plaquemine - Abbeville - Leesville - Bastrop - Crowley - Donaldsonville - Franklin - Bogalusa - Minden - Eunice - De Ridder - Tallulah - Jennings | População > 100 000 (área urbanizada) - Baton Rouge - Shreveport - Lafayette - Lake Charles - Houma - Monroe População > 1 milhão (área urbanizada) - Nova Orleães Subúrbios de Nova Orleães - Chalmette - Slidell - Harvey - Covington - Folsom - Mandeville - Madisonville - Kenner - Laplace - Marrero - Hahnville - Metairie - Terrytown |

## Economia

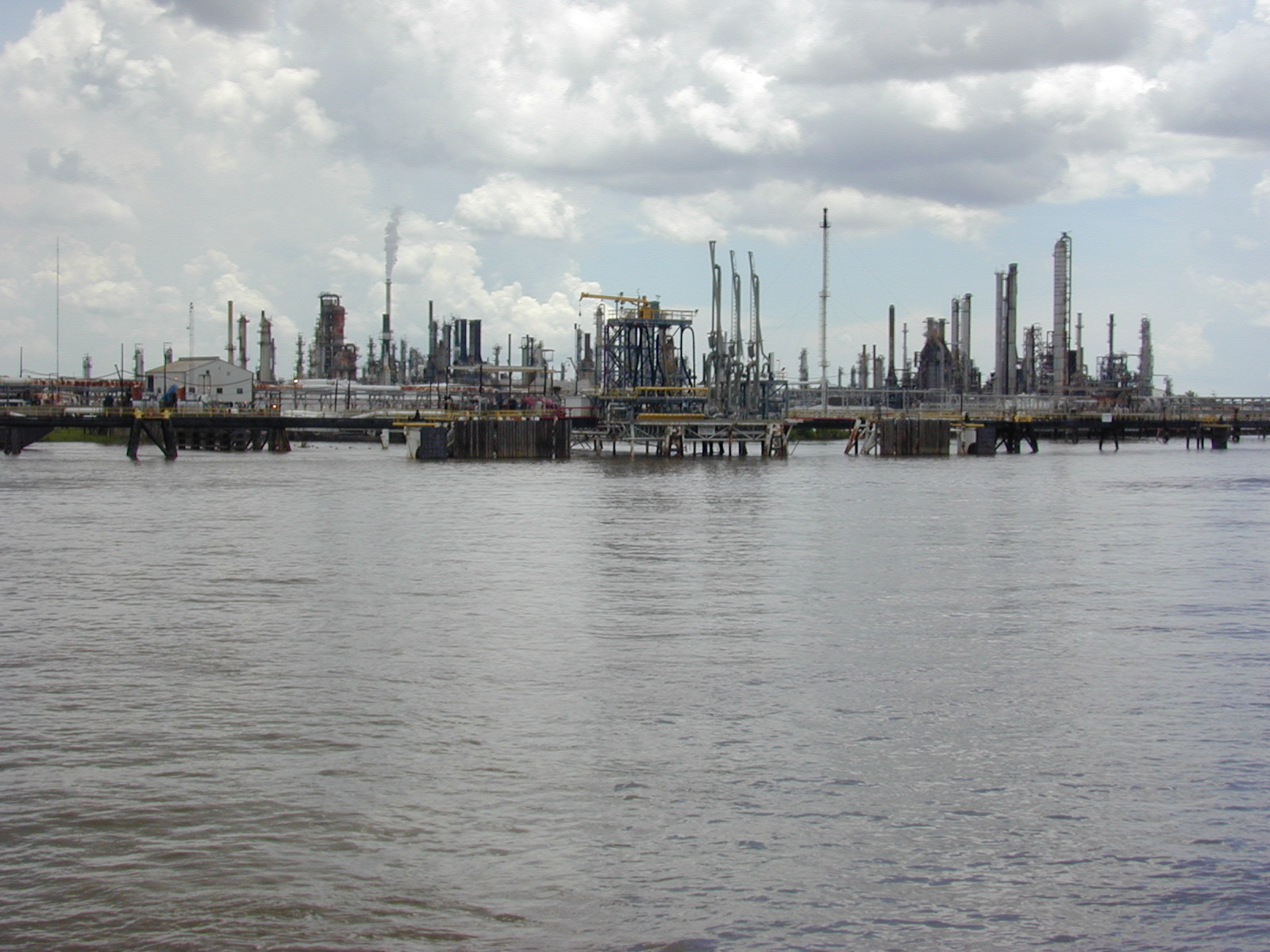
Plataformas de extração de petróleo e de gás natural. A extração, refino, produção de derivados e a distribuição destes produtos é uma das principais fontes de renda da Luisiana.

A economia da Luisiana é uma das maiores e em mais rápido crescimento de todo os Estados Unidos. Várias empresas instalaram-se no estado por causa do clima da região e dos baixos impostos comerciais. O turismo e a agricultura, além de um forte setor industrial de manufatura, tornam a economia do estado forte e diversificada. Em 2003, o produto interno bruto do estado foi de 140 bilhões de dólares, e a renda per capita, de 26 312 dólares. A taxa de desemprego da Luisiana é de 5,7%.
O setor primário responde a 1,1% do PIB da Luisiana. A agricultura e a pecuária respondem juntas por 1% do PIB do estado, e empregam cerca de 70 mil pessoas. O estado possui cerca de 29 mil fazendas, que cobrem cerca de 25% do estado. Os principais produtos agropecuários do estado são cana de açúcar, algodão, arroz e soja. A pesca e a silvicultura respondem juntas por 0,1% do PIB do estado, e empregam cerca de 2 mil pessoas.
O setor secundário responde por 33% do PIB da Luisiana. A manufatura responde por 15% do PIB da Luisiana, e empregam mais de 206 mil pessoas. O valor dos produtos industrializados fabricados no estado é de cerca de 30 bilhões de dólares. A mineração responde por 13% do PIB da Luisiana e emprega mais de 60 mil pessoas. Os principais recursos naturais do estado são gás natural e petróleo. A Luisiana é um dos principais produtores de petróleo do país. Mais de 280 mil poços de petróleo estão localizados na Luisiana e seu litoral. A indústria de construção emprega cerca de 172 mil pessoas, respondendo por 5% do PIB do estado.
O setor terciário responde por 66% do PIB da Luisiana. Cerca de 17% do PIB do estado provém de serviços comunitários e pessoais, que empregam mais de 725 mil pessoas. O turismo é uma das principais fontes de renda da Luisiana, e que ajuda o setor comercial do estado. O comércio por atacado e varejo responde por 14% do PIB do estado e empregam cerca de 520 mil pessoas. Serviços financeiros e imobiliários empregam 138 mil pessoas, sendo responsáveis por cerca de 13,9% do PIB da Luisiana. Serviços governamentais empregam cerca de 415 mil pessoas, respondendo por 12% do PIB estadual. Transportes, telecomunicações e utilidades públicas respondem por 9% do PIB do estado, empregando cerca de 135 mil pessoas. Cerca de 55% da eletricidade gerada no estado é produzida por usinas termelétricas a gás natural, 25% por usinas termelétricas a carvão, e a maior parte do restante é produzida em usinas nucelares.

## Educação
As primeiras escolas da Luisiana foram fundadas por missionários franceses. Em 1725, a primeira escola da Luisiana foi fundada. Atendia somente crianças do sexo masculino. Dois anos depois, um grupo de missionárias fundaram uma escola para crianças do sexo feminino, em 1727. Esta escola ainda está de pé. Posteriormente, com o crescimento populacional do estado, escolas privadas instalaram-se na Luisiana. A primeira escola pública foi fundada em 1772. Os espanhóis tentaram criar um sistema de escolas públicas na Luisiana na década de 1770, sem sucesso. Em 1848, o governo da Luisiana instituiu um sistema de escolas públicas ao longo do estado. Estas escolas, a partir de 1898, passaram a receber verbas do governo da Luisiana (até então, era responsabilidade das paróquias a manutenção dos serviços escolares da região).
Atualmente, todas as instituições educacionais na Luisiana precisam seguir regras e padrões ditadas pelo Conselho de Educação Primária e Secundária da Luisiana. Este conselho - composto por oito membros eleitos pela população e três indicados pelo governador e aprovados pelo Senado - controla diretamente o sistema de escolas públicas do estado, que está dividido em diferentes distritos escolares. A Luisiana possui 68 distritos escolares, dos quais 64 delas são administrados pelas paróquias (cada distrito escolar opera dentro de uma paróquia), enquanto que os quatro restantes são operam independentemente em Baker, Bogalusa, Monroe e Zachary. As escolas nas quatro cidades mencionadas são administradas pelos quatro respectivos distritos escolares municipais, enquanto que escolas localizadas fora destas cidades são administradas pelo distrito escolar operando na paróquia onde a escola está localizada. A Luisiana permite a operação de escolas charter - escolas públicas independentes, que não são administradas por distritos escolares, mas que dependem de verbas públicas para operarem. Atendimento escolar é compulsório para todas as crianças e adolescentes com mais de sete anos de idade, até a conclusão do segundo grau ou até os dezoito anos de idade.
Em 1999, as escolas públicas do estado atenderam cerca de 756,6 mil estudantes, empregando aproximadamente 50 mil professores. Escolas privadas atenderam cerca de 138,1 mil estudantes, empregando aproximadamente 9,2 mil professores. O sistema de escolas públicas do estado consumiu cerca de 4,265 bilhões de dólares, e o gasto das escolas públicas foi de aproximadamente 6 mil dólares por estudante. Cerca de 79,8% dos habitantes do estado com mais de 25 anos de idade possuem um diploma de segundo grau.
A primeira biblioteca pública da Luisiana foi fundada em 1925. Atualmente, cada paróquia administra seu próprio sistema de bibliotecas públicas. Além disto, o estado também administra um sistema de bibliotecas públicas estadual. Os 65 sistemas de bibliotecas públicas do estado movimentam anualmente uma média de 4,1 livros por habitante.
A primeira instituição de educação superior fundada na Luisiana foi a Faculdade de Orleães, em 1811, em Nova Orleães. Uma década depois, em 1821, no entanto, a instituição foi fechada. A instituição de educação superior mais antiga da Luisiana ainda em operação é a Faculdade Centenária da Luisiana, fundada em 1825, em Jackson. Atualmente, a Luisiana possui 87 instituições de educação superior, dos quais 62 são públicas e 25 são privadas. Destas instituições, cerca de 20 são universidades, sendo o restante faculdades. O principal centro educacional do estado é Nova Orleães, que concentra cerca de metade de todas as instituições de educação superior do estado. A maior instituição de educação superior do estado é a Universidade do Estado da Luisiana.

## Transportes e telecomunicações
A Luisiana é um grande polo de transportes, especialmente um grande centro hidroviário. No total, são mais de oito mil quilômetros de hidrovias, entre rios naturalmente navegáveis e canais.
Nova Orleães está localizada em um ponto estratégico. Sua proximidade com o Canal do Panamá, várias ferrovias conectando a cidade com o resto do país, e a presença do Golfo do México e do Rio Mississípi O Porto de Nova Orleães movimenta cerca de 132 milhões de toneladas de carga por ano. O porto de Nova Orleães compõe a maior parte do Porto de Luisiana do Sul. Esta última é o porto mais movimentado do Hemisfério Ocidental e o quarto mais movimentado do mundo. Cerca de cinco mil navios vindos e indo para cerca de 60 países diferentes atracam em Nova Orleães todo ano. Os principais produtos exportados são petróleo, cereais, carne e derivados de petróleo. Os principais produtos importados são produtos químicos em geral, café e petróleo.
O aeroporto mais movimentado do estado é o Aeroporto Internacional Louis Armstrong New Orleans, localizado a aproximadamente 15 quilômetros oeste de Nova Orleães, na cidade de Kenner. Este aeroporto atende a milhões de passageiros anualmente, e cerca de 300 voos sem escalas por dia, de e para destinos ao longo do Estados Unidos, Canadá, América Latina e do Caribe. O aeroporto também movimenta uma quantidade significante de voos charter (não-regulares) de e para a Europa. O aeroporto também serve como escala para vários voos da FedEx.
Nova Orleães é o principal polo ferroviário e rodoviário do estado. A cidade é servida por 6 companhias ferroviárias de carga de grande porte: a Union Pacific e a Burlington Northern Santa Fé (cujas ferrovias vem do oeste), a Norfolk Southern e a CSX, do leste, e a Canadian National e a Kansas City Southern, do norte. Em 2002, a Luisiana possuía 4 422 quilômetros de ferrovias. Todas elas oferecem apenas serviço de transporte de carga. A Amtrak fornece serviço de transporte de passageiros entre as principais cidades do estado. Em 2003, o estado possuía 98 069 quilômetros de vias públicas, dos quais 1 465 quilômetros eram rodovias interestaduais, considerados parte do sistema federal rodoviário dos Estados Unidos.
O primeiro jornal publicado na Luisiana foi o Le Moniteur de la Louisiane, um jornal publicado em francês, publicado pela primeira vez em Nova Orleães, em 1794. O primeiro jornal em inglês publicado no estado foi o New Orleans Union, publicado pela primeira vez em Nova Orleães em 1803. Atualmente são publicados na Luisiana cerca de 110 jornais, dos quais 19 são diários. A primeira estação de rádio da Luisiana foi fundada em 1922, em Shreveport, e a primeira estação de televisão do estado foi fundada em 1948, em Nova Orleães. Atualmente, a Luisiana possui 164 estações de rádio - dos quais 63 são AM e 101 são FM - e 32 estações de televisão.

## Cultura

### Símbolos do estado
- Alimento: Gumbo
- Anfíbio: Hyla cinerea
- Árvore: Taxodium distichum
- Bebida: Leite
- Cachorro: Raça Catahoula Leopard
- Cognomes:
  - Pelican State
  - Bayou State (não oficial)
  - Child of the Mississippi (não oficial)
  - Creole State (não oficial)
  - Sportsman's Paradise (não oficial)
  - Sugar State (não oficial)
- Cores: Azul, branco e dourado
- Crustáceo: Cambarus
- Flor: Magnólia
- Flor selvagem: Íris do Luisiana
- Fóssil: Palmoxylon petrificado
- Fruta:
- Inseto: Abelha doméstica
- Lema: With God all things are possible (Com Deus todas as coisas são possíveis)
- Mamífero: Urso pardo da Luisiana
- Músicas:
  - You Are My Sunshine (Você é o Meu Raiar do Sol)
  - Every Man a King (Todo Homem um Rei)
  - Give Me Louisiana (Mê Dê Luisiana)
- Pássaro: Pelicano pardo
- Pedra preciosa: Ágata
- Peixe: Perca flavescens
- Réptil: Alligator mississippiensis
- Scream: A série de 2015 com base nos filmes do Pânico foi gravada em Nova Orleães

## Esportes

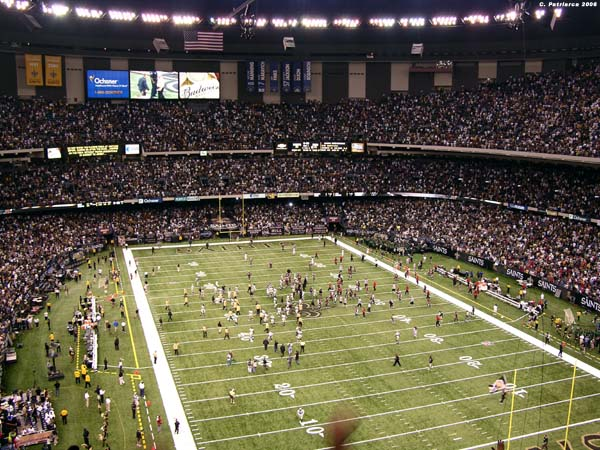
Mercedes-Benz Superdome em Nova Orleans, casa do New Orleans Saints.

A Louisiana é o estado menos populoso a ter mais de uma equipe em alguma grande liga profissional de esportes.
No basquetebol o New Orleans Pelicans da NBA que manda seus jogos no Smoothie King Center, foi fundado em 2002 e que jogou duas temporadas em Oklahoma após o furacão Katrina.
No futebol americano o New Orleans Saints da NFL que foi campeão do Super Bowl em 2009, manda seus jogos no Mercedes-Benz Superdome, após o furacão Katrina, mandou seus jogos temporariamente no Alamodome em San Antonio e no Tiger Stadium em Baton Rouge. O Superdome sediou o Super Bowl em sete oportunidades. A partir de 2016, a Louisiana foi o berço da maioria dos jogadores da NFL per capita pelo oitavo ano consecutivo.
O Zurich Classic of Nova Orleans é o torneio de golfe da PGA Tour realizado desde 1938. A Maratona de Mardi Gras do Rock 'n' Roll e o Crescent City Classic são duas competições de atletismo em Nova Orleans.

### = Referências bibliográficas
- «Departamento dos Censos dos EUA» (em inglês)
- «Sítio web oficial da Luisiana» (em inglês)
- «Departamento da Educação dos EUA» (em inglês)
- «Departamento do Comércio dos EUA» (em inglês)
- «Administração Nacional Oceânica e Atmosférica» (em inglês)
- Taylor, Joe Gray (1984). Louisiana: A History. [S.l.]: W. W. Norton & Company. ISBN 0-393-30174-5